# Mariä Himmelfahrt (Fürstenberg)

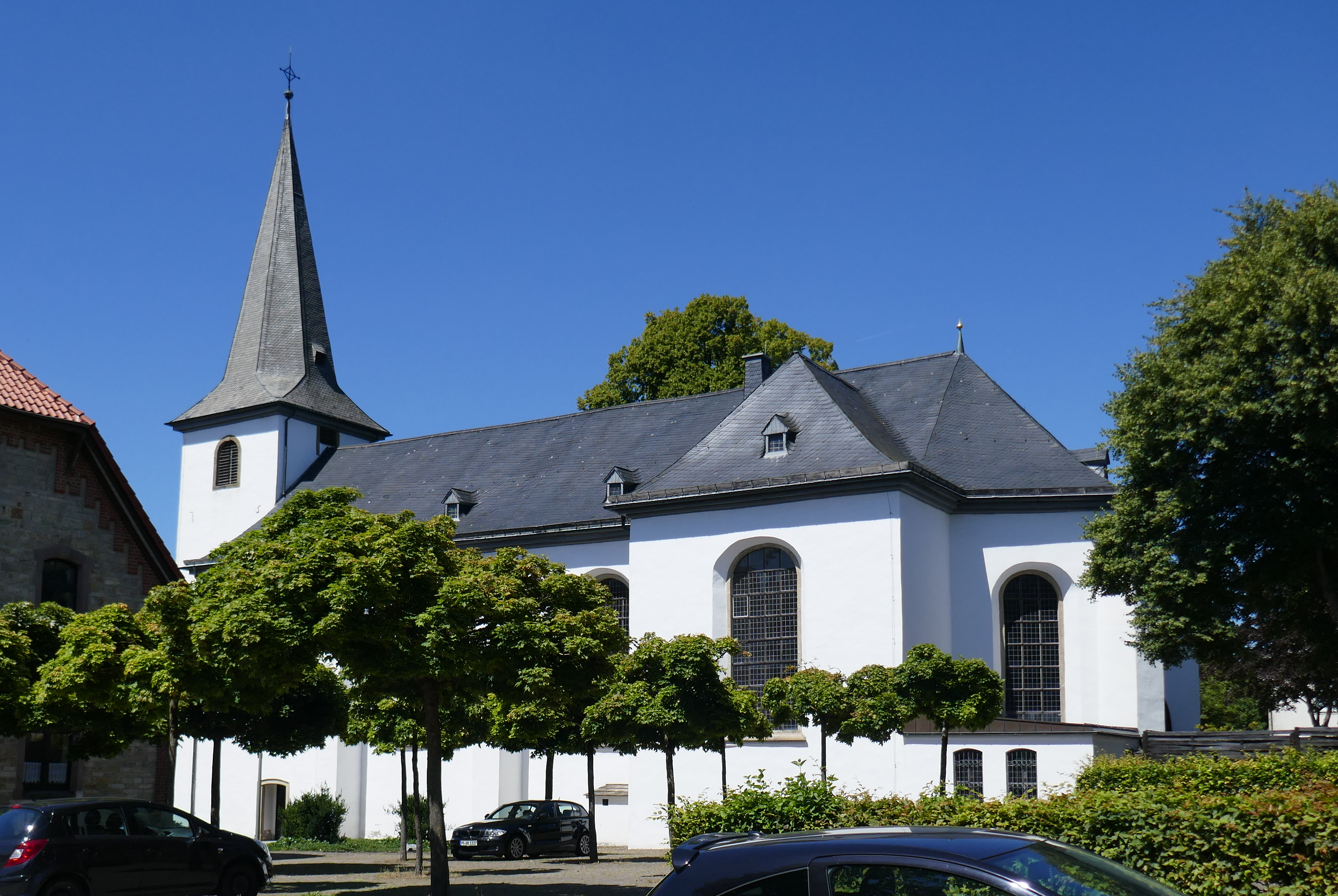
Mariä Himmelfahrt (Fürstenberg)

Die denkmalgeschützte römisch-katholische Pfarrkirche Mariä Himmelfahrt steht in Fürstenberg, einem Ortsteil der Kleinstadt Bad Wünnenberg im nordrhein-westfälischen Kreis Paderborn. Sie gehört unter der Bezeichnung St. Marien zum Pastoralverbund Wünnenberg im Dekanat Büren-Delbrück des Erzbistums Paderborn.

## Beschreibung
Die Saalkirche wurde 1756/58 erbaut. Sie besteht aus einem Langhaus, einem eingezogenen, dreiseitig geschlossenen Chor im Osten, an dem 1905 nach Süden die Sakristei und nach Norden ein Anbau mit der Patronatsloge für die Familie von Westfalen errichtet wurde, und einem Fassadenturm im Westen, der mit einem achtseitigen Knickhelm bedeckt ist. Die barocke Kirchenausstattung mit drei Altären, Chorschranke und Kanzel fertigte Anton Joseph Stratmann im Auftrag des Friedrich Wilhelm von Westphalen. Die Orgel auf der Empore hat 24 Register, 2 Manuale und ein Pedal und wurde 1846 von Georg Carl Kuhlmann gebaut.